# الستد
الستد (به انگلیسی: Elstead) یک روستا و محله مدنی در بریتانیا است که در Waverley واقع شده‌است. الستد ۱۱٫۰۴ کیلومتر مربع مساحت و ۲٬۵۵۷ نفر جمعیت دارد.